# 泰勒·乔治
泰勒·乔治（英語：Tyler George，1982年10月6日—），美国男子冰壶运动员。他曾代表美国获得2018年冬季奥运会冰壶比赛男子团体金牌。他的妹妹Courtney同样也是冰壶选手。